# Basszusok listája
Basszista a basszus hangfekvésben éneklő ember.

## Híres basszisták
- Rick Astley (*1966)  brit
- Lance Bass (*1979)  amerikai
- Kurt Böhme (1908–1989)  német
- Paata Burchuladze(wd) (*1955)  grúz
- Geoff Castellucci(wd) (*1980)  amerikai
- Cser Krisztián (*1977)  magyar
- Ernster Dezső (1898–1981)  magyar
- Ludwig Fischer(wd) (1745–1825)  német
- Tim Foust (*1981)  amerikai
- Ganxsta Zolee (*1966)  magyar
- Nikolaj Gjaurov (1929–2004)  bolgár
- Gottlob Frick (1906–1994)  német
- Gregor József (1940–2006)  magyar
- Eric Halfvarson(wd) (*1951)  amerikai
- Isaac Hayes (1942–2008)  amerikai
- Borisz Hrisztov(wd) (1914–1993)  bolgár származású, Olaszországban és Amerikában élt
- Fritz Hübner(wd) (1933–2000)  német
- Avi Kaplan(wd) (*1989)  amerikai
- Koréh Endre (1906–1960)  magyar
- Kovács István (*1972)  magyar
- Kováts Kolos (*1948)  magyar
- Littasy György (1912–1996)  magyar
- Antonio Di Matteo(wd) (*1989)  olasz
- Kurt Moll(wd) (1938–2017)  német
- Jevgenyij Nyesztyerenko (1938–2021)  orosz
- Páll Levente(wd) (*1985)  magyar
- Ezio Pinza(wd) (1892–1957)  olasz
- Polgár László (1947–2010)   magyar
- Presser Gábor (*1948)  magyar
- Samuel Ramey(wd) (*1942)  amerikai
- Thurl Ravenscroft(wd) (1914–2005)  amerikai
- Ivan Rebroff (1931–2008)   német
- Karl Ridderbusch(wd) (1932–1997)  német
- Paul Robeson (1898–1976)  amerikai
- Fjodor Saljapin (1893–1938) (1938–)  orosz
- Matti Salminen(wd) (*1945)  finn
- Ivan Sardi (1930–2019)   magyar származású német
- Franz-Josef Selig(wd) (*1961)
- Brindley Sherratt(wd)  angol (*1965)
- Cesare Siepi (1923–2010)  olasz
- Kristinn Sigmundsson(wd)  izlandi (*1951)
- Ruben Studdard(wd) (*1978)  amerikai
- Székely Mihály (1901–1963)  magyar
- Giorgio Tadeo (1929–2008)  olasz
- Martti Talvela (1935–1989)  finn
- Sir John Tomlinson(wd) (*1946)  brit
- Franco Ventriglia(wd) (1922–2012)  amerikai
- Barry White (1944–2003)  amerikai
- Sir Willard White(wd) (*1946)   jamaikai származású brit